# 間欠跛行
間欠跛行、間歇跛行（かんけつはこう）、間欠性跛行、間歇性跛行（かんけつせいはこう）とは、歩行などで下肢に負荷をかけると次第に下肢の疼痛・しびれ・冷えを感じ、一時休息することにより症状が軽減し再び運動が可能となること。
原因疾患としては腰部脊柱管狭窄症、閉塞性動脈硬化症、閉塞性血栓性血管炎などが多い。